# Photedes saturatior
Photedes saturatior är en fjärilsart som beskrevs av Otto Staudinger 1889. Photedes saturatior ingår i släktet Photedes och familjen nattflyn. Inga underarter finns listade i Catalogue of Life.